# Черчилл (Манітоба)
 Че́рчилл  (англ. Churchill) — єдине портове містечко на узбережжі Гудзонової затоки в провінції Манітоба в Канаді.
Місто Черчилл знаходиться на західному березі Гудзонової затоки і на річці Черчилл. Містечко знаходиться на екотоні між двома екорегіонами — тайга на півдні та тундра на півночі.
Великий зерновий порт. Побудований невеликий аеропорт.

## Клімат
| Клімат Черчилла             | Клімат Черчилла | Клімат Черчилла | Клімат Черчилла | Клімат Черчилла | Клімат Черчилла | Клімат Черчилла | Клімат Черчилла | Клімат Черчилла | Клімат Черчилла | Клімат Черчилла | Клімат Черчилла | Клімат Черчилла | Клімат Черчилла |
| Показник                    | Січ.            | Лют.            | Бер.            | Квіт.           | Трав.           | Черв.           | Лип.            | Серп.           | Вер.            | Жовт.           | Лист.           | Груд.           | Рік             |
| Абсолютний максимум, °C     | 1,7             | 1,8             | 9,0             | 28,2            | 28,9            | 32,2            | 34,0            | 36,9            | 29,2            | 20,6            | 7,2             | 3,0             | 36,9            |
| Середній максимум, °C       | −21,9           | −20,2           | −13,9           | −5,1            | 2,9             | 12,0            | 18,0            | 16,8            | 9,5             | 1,6             | −9              | −17,8           | −2,3            |
| Середня температура, °C     | −26             | −24,5           | −18,9           | −9,8            | −1              | 7,0             | 12,7            | 12,3            | 6,4             | −1,2            | −12,7           | −21,9           | −6,5            |
| Середній мінімум, °C        | −30,1           | −28,8           | −23,9           | −14,4           | −5              | 2,0             | 7,3             | 7,7             | 3,2             | −3,9            | −16,4           | −25,9           | −10,7           |
| Абсолютний мінімум, °C      | −45             | −45,4           | −43,9           | −33,3           | −25,2           | −9,4            | −2,2            | −2,2            | −11,7           | −24,5           | −36,1           | −41,8           | −45,4           |
| Норма опадів, мм            | 18.7            | 16.6            | 18.1            | 23.6            | 30.0            | 44.2            | 59.8            | 69.4            | 69.9            | 48.4            | 35.5            | 18.4            | 452.5           |
| --------------------------- | --------------- | --------------- | --------------- | --------------- | --------------- | --------------- | --------------- | --------------- | --------------- | --------------- | --------------- | --------------- | --------------- |
| Джерело: Environment Canada |                 |                 |                 |                 |                 |                 |                 |                 |                 |                 |                 |                 |                 |

## Особливості
Містечко знане ще як «Сонячна столиця білих ведмедів»: щоосені білі ведмеді повертаються в місто з Гудзонової затоки. Туристи прибувають сюди щоб помилуватися представниками арктичного тваринного світу: від полярних ведмедів і білух до карібу і арктичних лисиць — песців. 
Доступ до міста — лише залізницею або літаком: дороги до Черчилла поки немає — і не планується.

## Галерея

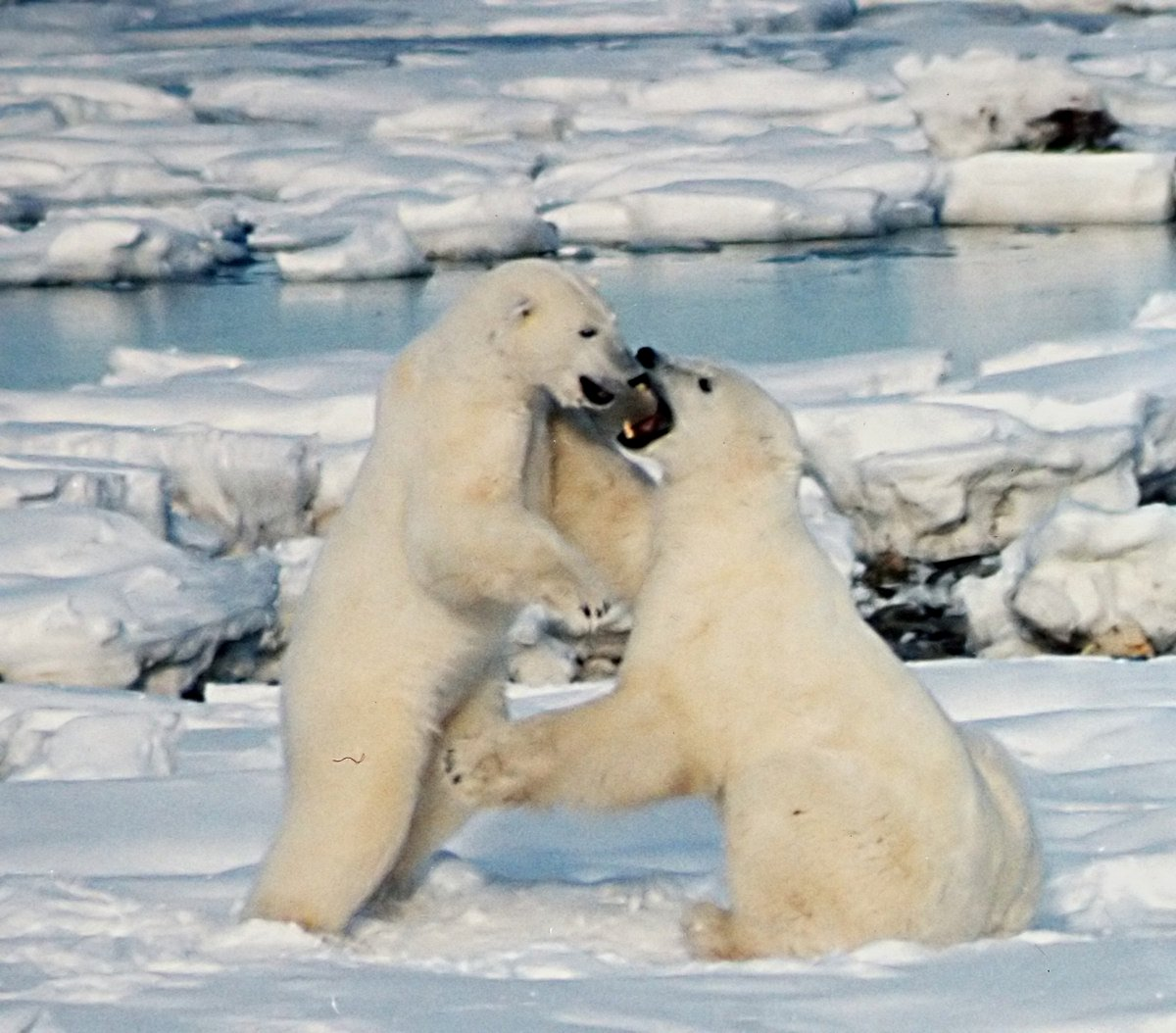
Білі полярні ведмеді
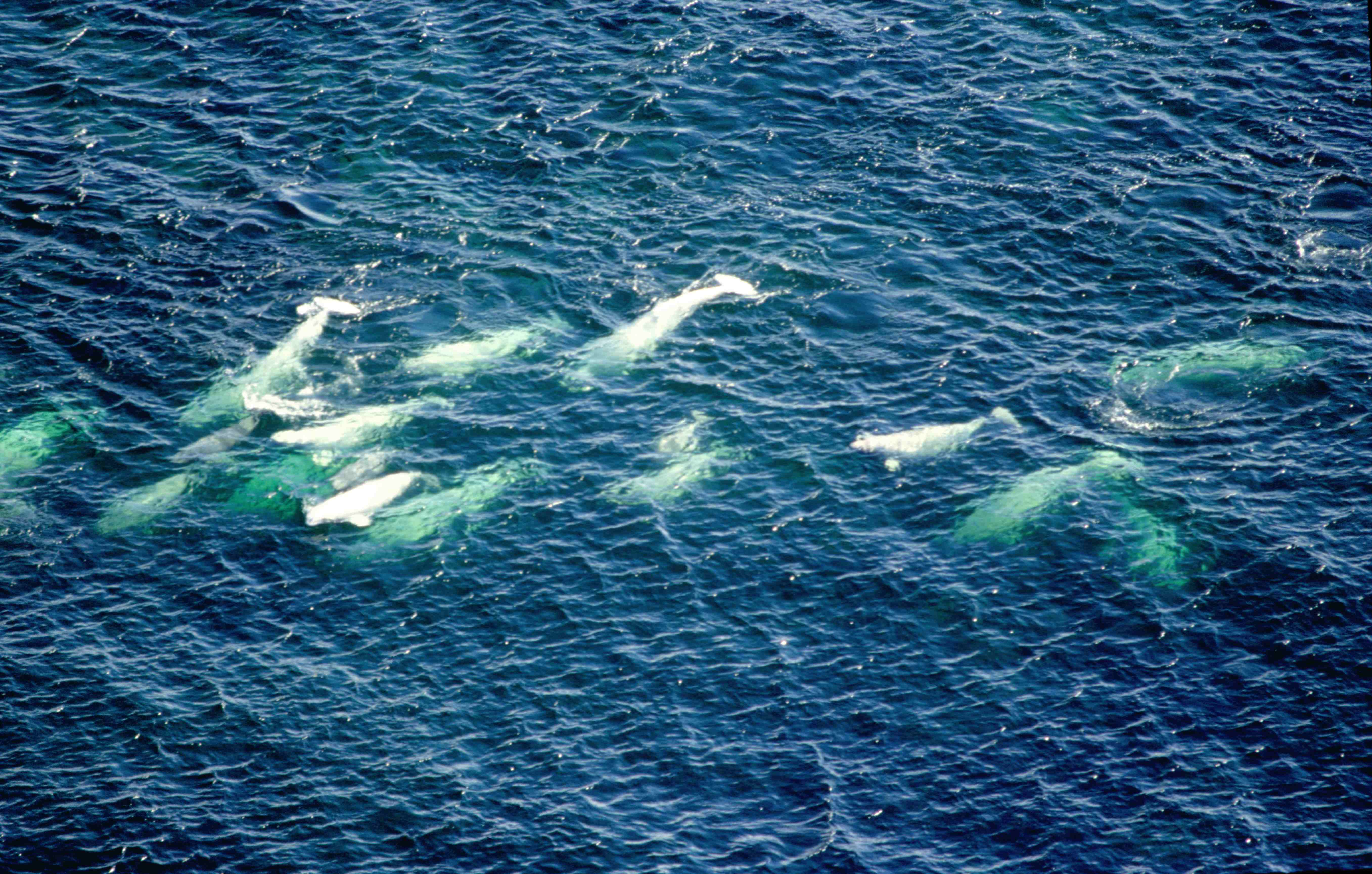
Білухи
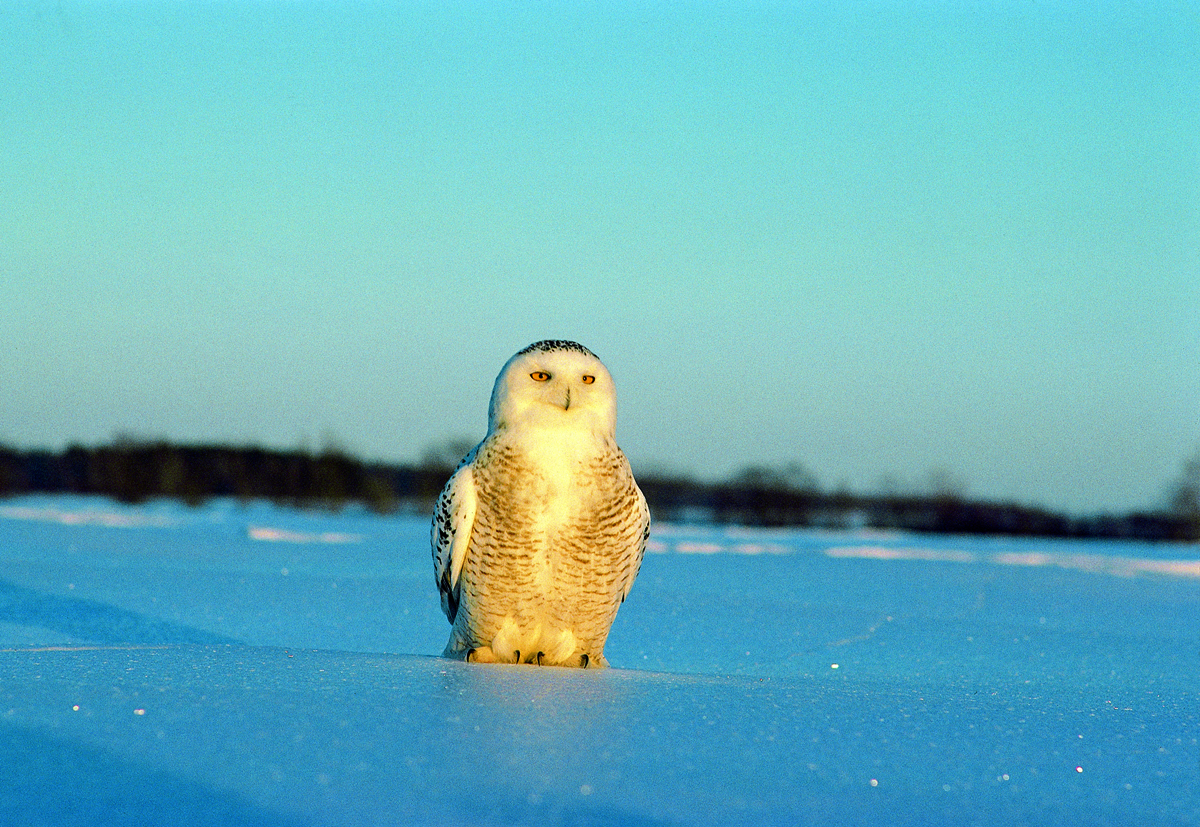
Біла сова
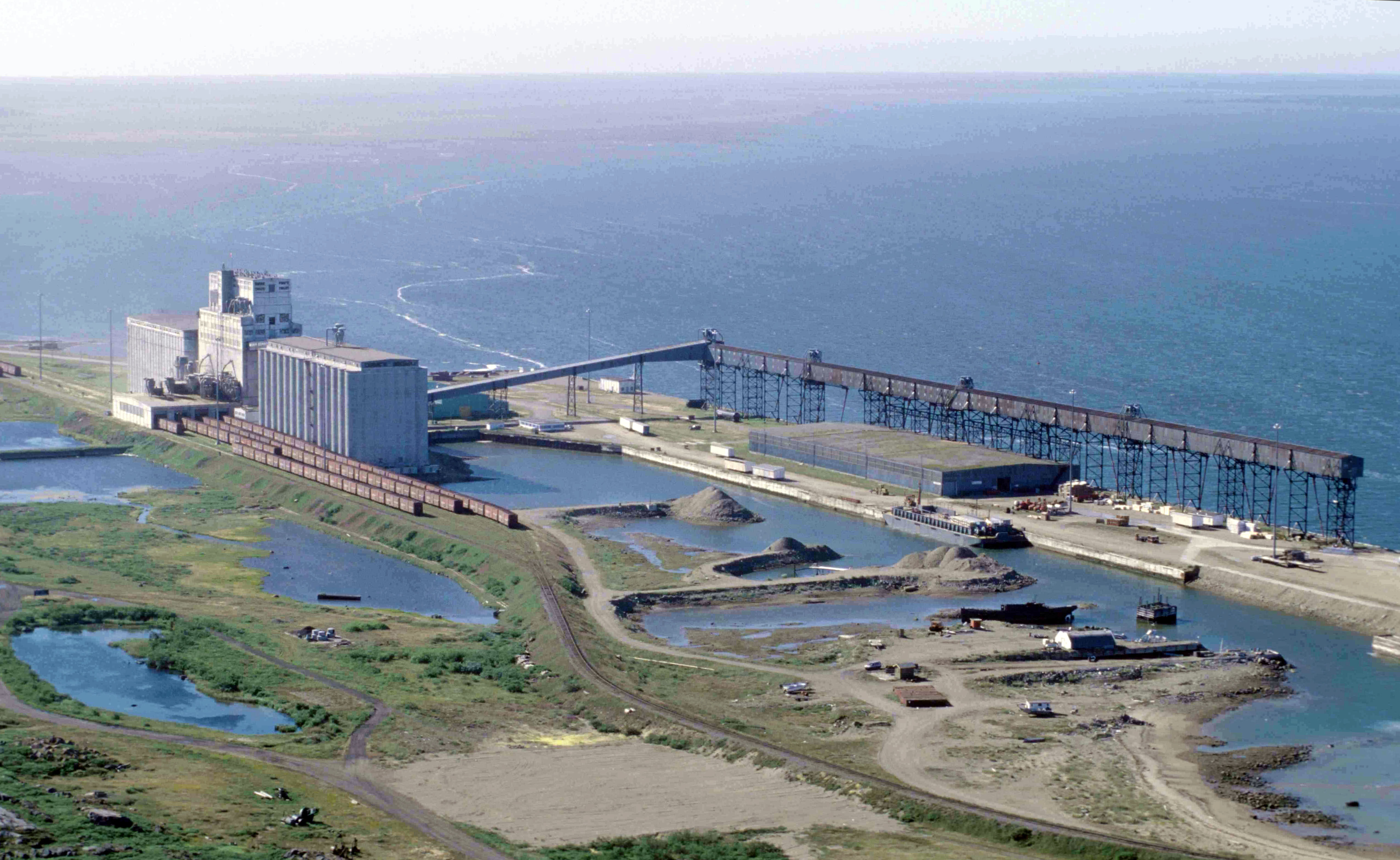
Порт Черчилл
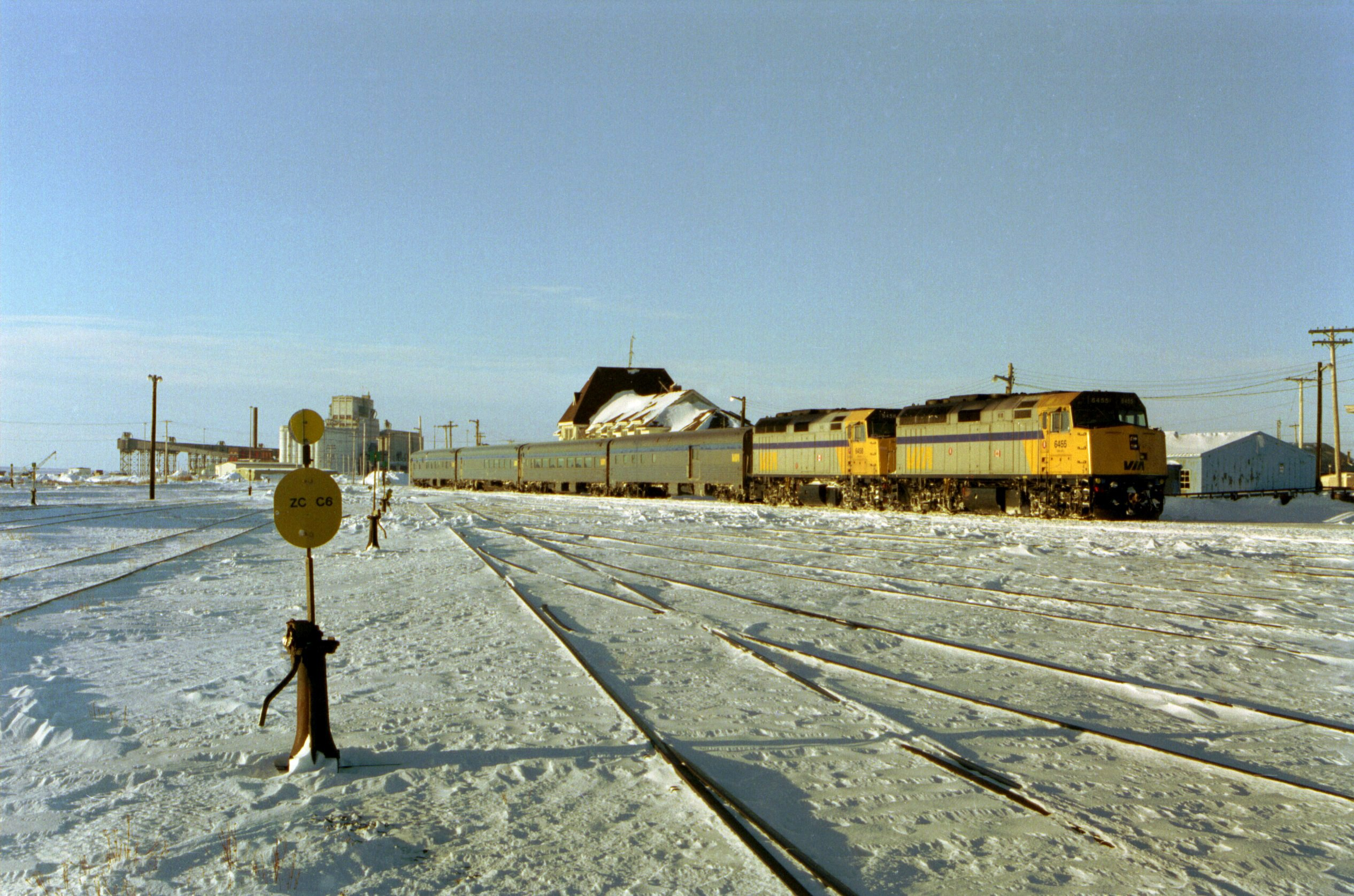
Залізнична станція Черчилл